# Epitaffio (Benevento)
L'Epitaffio è una località abitata dei comuni di Benevento e Apollosa, nella provincia di Benevento, in Campania, nota soprattutto per la presenza dell'antico Epitaffio sulla via Appia che anticamente segnava il confine tra il Regno di Napoli e il Ducato di Benevento.
Distante circa cinque chilometri da Benevento, una parte della contrada rientra nel comune limitrofo di Apollosa, una parte della contrada presenta un paesaggio prevalentemente agricolo, mentre la zona alle porte di Benevento e della sua area periferica del Rione Libertà è molto urbanizzata e possiede noti centri commerciali e numerose abitazioni.